# Onorificenze del Lesotho
Elenco delle onorificenze e degli ordini di merito e cavallereschi distribuiti dal Lesotho dalla sua fondazione ai giorni nostri.

## Ordini cavallereschi
| Nastro | Onorificenza                                           |
| ------ | ------------------------------------------------------ |
|        | Dignissimo ordine di Moshoeshoe o Ordine della Dignità |
|        | Ordine del Lesotho                                     |
|        | Ordine di Mohlomi o Ordine della riuscita              |
|        | Ordine di Ramatseatsane o Ordine al servizio distinto  |
|        | Ordine di Makoanyane o Ordine al coraggio              |